# Porphyrinia parvula
Porphyrinia parvula är en fjärilsart som beskrevs av Moore 1881. Porphyrinia parvula ingår i släktet Porphyrinia och familjen nattflyn. Inga underarter finns listade i Catalogue of Life.